# Плоча (Босилеград)
Плоча је насеље у Србији у општини Босилеград у Пчињском округу. Према попису из 2022. било је 33 становника.

## Демографија
У насељу Плоча живи 91 пунолетни становник, а просечна старост становништва износи 52,3 година (50,6 код мушкараца и 53,8 код жена). У насељу има 45 домаћинстава, а просечан број чланова по домаћинству је 2,22.
Становништво у овом насељу веома је нехомогено (према попису из 2002. године), а у последња три пописа, примећен је пад у броју становника.
|  |

| Демографија | Демографија | Демографија |
| Година      | Становника  | Становника  |
| ----------- | ----------- | ----------- |
| 1948.       | 389         |             |
| 1953.       | 404         |             |
| 1961.       | 374         |             |
| 1971.       | 353         |             |
| 1981.       | 265         |             |
| 1991.       | 148         | 148         |
| 2002.       | 100         | 100         |
| 2011.       | 49          |             |
| 2022.       | 33          |             |

| Година пописа     | 1948. | 1953. | 1961. | 1971. | 1981. | 1991. | 2002. |
| ----------------- | ----- | ----- | ----- | ----- | ----- | ----- | ----- |
| Број домаћинстава | 65    | 69    | 72    | 75    | 68    | 58    | 45    |

| Број чланова      | 1  | 2  | 3 | 4 | 5 | 6 | 7 | 8 | 9 | 10 и више | Просек |
| ----------------- | -- | -- | - | - | - | - | - | - | - | --------- | ------ |
| Број домаћинстава | 13 | 21 | 6 | 1 | 2 | 1 | 1 | 0 | 0 | 0         | 2,22   |

| Пол    | Укупно | Неожењен/Неудата | Ожењен/Удата | Удовац/Удовица | Разведен/Разведена | Непознато |
| ------ | ------ | ---------------- | ------------ | -------------- | ------------------ | --------- |
| Мушки  | 45     | 10               | 30           | 4              | 1                  | 0         |
| Женски | 47     | 6                | 32           | 9              | 0                  | 0         |
| УКУПНО | 92     | 16               | 62           | 13             | 1                  | 0         |

| Пол    | Укупно                    | Пољопривреда, лов и шумарство | Рибарство                            | Вађење руде и камена | Прерађивачка индустрија       |
| ------ | ------------------------- | ----------------------------- | ------------------------------------ | -------------------- | ----------------------------- |
| Мушки  | 26                        | 17                            | 0                                    | 1                    | 0                             |
| Женски | 13                        | 11                            | 0                                    | 0                    | 0                             |
| УКУПНО | 39                        | 28                            | 0                                    | 1                    | 0                             |
| Пол    | Производња и снабдевање   | Грађевинарство                | Трговина                             | Хотели и ресторани   | Саобраћај, складиштење и везе |
| Мушки  | 0                         | 7                             | 0                                    | 0                    | 0                             |
| Женски | 0                         | 0                             | 0                                    | 0                    | 0                             |
| УКУПНО | 0                         | 7                             | 0                                    | 0                    | 0                             |
| Пол    | Финансијско посредовање   | Некретнине                    | Државна управа и одбрана             | Образовање           | Здравствени и социјални рад   |
| Мушки  | 0                         | 0                             | 1                                    | 0                    | 0                             |
| Женски | 0                         | 0                             | 0                                    | 2                    | 0                             |
| УКУПНО | 0                         | 0                             | 1                                    | 2                    | 0                             |
| Пол    | Остале услужне активности | Приватна домаћинства          | Екстериторијалне организације и тела | Непознато            | Непознато                     |
| Мушки  | 0                         | 0                             | 0                                    | 0                    | 0                             |
| Женски | 0                         | 0                             | 0                                    | 0                    | 0                             |
| УКУПНО | 0                         | 0                             | 0                                    | 0                    | 0                             |

| Етнички састав према попису из 2002.‍ | Етнички састав према попису из 2002.‍ | Етнички састав према попису из 2002.‍ | Етнички састав према попису из 2002.‍ | Етнички састав према попису из 2002.‍ |
| ------------------------------------ | ------------------------------------ | ------------------------------------ | ------------------------------------ | ------------------------------------ |
|                                      |                                      |                                      |                                      |                                      |
| Бугари                               | Бугари                               |                                      | 60                                   | 60%                                  |
| Срби                                 | Срби                                 |                                      | 14                                   | 14%                                  |
| Југословени                          | Југословени                          |                                      | 2                                    | 2%                                   |
| неизјашњени                          | неизјашњени                          |                                      | 22                                   | 22%                                  |

| Етнички састав према попису из 2022.‍ | Етнички састав према попису из 2022.‍ | Етнички састав према попису из 2022.‍ | Етнички састав према попису из 2022.‍ | Етнички састав према попису из 2022.‍ |
| ------------------------------------ | ------------------------------------ | ------------------------------------ | ------------------------------------ | ------------------------------------ |
|                                      |                                      |                                      |                                      |                                      |
| Бугари                               | Бугари                               |                                      | 14                                   | 42,4%                                |
| Срби                                 | Срби                                 |                                      | 4                                    | 12,1%                                |
| неизјашњени                          | неизјашњени                          |                                      | 8                                    | 24,2%                                |